# Saint-Germain-des-Prés

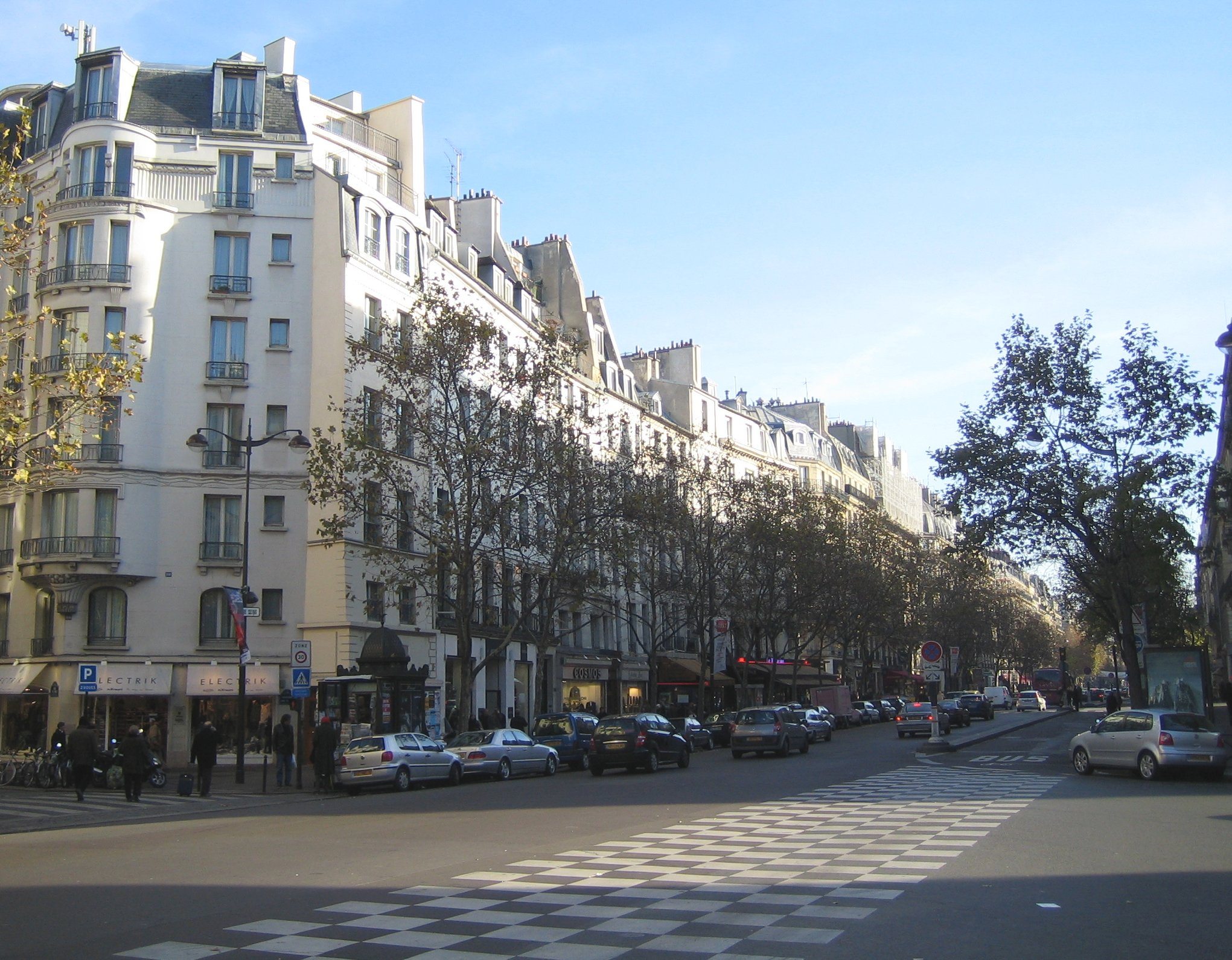
Đại lộ Saint-Germain

Saint-Germain-des-Prés là một khu phố thuộc Quận 6 thành phố Paris. Nằm bên bờ trái sông Seine, Saint-Germain-des-Prés là một khu phố cổ, từng là nơi tập trung nhiều nhà văn, nghệ sĩ.
| Métro Paris | Bến tàu điện ngầm: Saint-Germain-des-Prés |

## Saint-Germain-des-Prés
Khu phố Saint-Germain-des-Prés nằm bao quanh tu viện cùng tên, trải dài từ bờ sông Seine tới đại lộ Saint-Germain, gần khu vực phố Rennes. Phía Tây của Saint-Germain-des-Prés là Quận 7, phía Đông là khu phố La Tinh, còn phía phía Nam là khu vực vườn Luxembourg.
Khác với khu phố La Tinh ở bên vốn tập trung nhiều trường đại học cùng sinh viên, Saint-Germain-des-Prés có nhiều nhà hát và các quán cà phê nổi tiếng như Café Procope, Les Deux Magots, Café de Flore. Ngoài đại lộ Saint-Germain là con phố quan trọng nhất của Saint-Germain-des-Prés, một số địa điểm khác cũng đặc biệt đông đúc như giao lộ Odéon và giao lộ Buci.

## Lịch sử

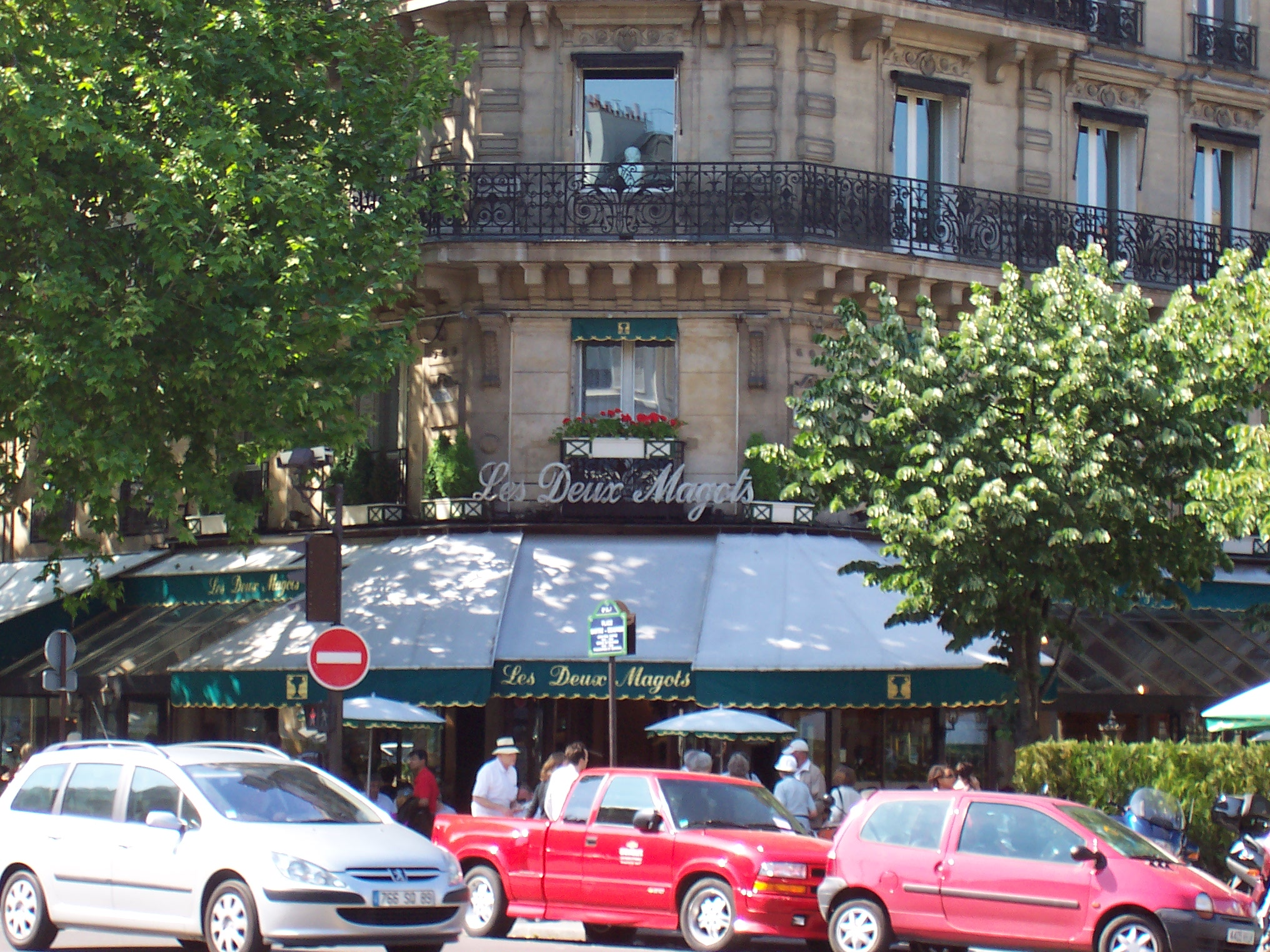
Quán Les Deux Magots

Khu phố Saint-Germain-des-Prés được mang tên theo tu viện Saint-Germain-des-Prés, vốn được vua Childebert I xây dựng từ thập niên 540. Trong suốt thời kỳ Trung Cổ, Saint-Germain-des-Prés là tu viện đặc biệt giàu có và quyền lực.
Vào thế kỷ 17, một vùng ngoại ô mọc lên bao quanh tu viện. Nơi đây nhanh chóng trở thành trung tâm của văn học và kịch nghệ. Các nghệ sĩ tập trung trong các quán cà phê của khu phố. Café Procope mở cửa từ năm 1689 từng là nơi gặp gỡ của Voltaire, Diderot, d'Alembert và Benjamin Franklin. Nhà hát Odéon xây dựng năm 1779, đến 1782 thì Nhà hát kịch Pháp chuyển về đây.
Thời kỳ Cách mạng Pháp, tu viện trở thành nhà kho và nhà tù, rồi bị cháy vào năm 1794. Thế kỷ 19, khu phố Saint-Germain-des-Prés vẫn là nơi tìm đến của các nghệ sĩ lớn, như những họa sĩ Eugène Delacroix, Dominique Ingres hay Édouard Manet, cùng các nhà văn Honoré de Balzac, George Sand.
Thế kỷ 20, Saint-Germain-des-Prés là một trung tâm của văn học với ba quán cà phê nổi tiếng: Café de Flore, Les Deux Magots và Brasserie Lipp. Quán Les Deux Magots sáng lập giải thưởng Saint-Germain-des-Prés và người đầu tiên được trao là Raymond Queneau. Trong khoảng thời gian Thế chiến thứ hai, tuy bị hạn chế và giới nghiêm, các quán của Saint-Germain-des-Prés vẫn là địa điểm lui tới của các nhà văn.
Sau khi Paris được giải phóng, các nhà hát của Saint-Germain-des-Prés trở thành địa điểm quan trọng của nghệ thuật sân khấu. Nhà hát Babylone là nơi giới thiệu vở Chờ đợi Godot (En attendant Godot) nổi tiếng của Samuel Beckett vào năm 1953, cũng như Amédée ou comment s'en débarrasser  của Eugène Ionesco năm 1954. Năm 1956, La machine à écrire của Jean Cocteau được trình diễn ở nhà hát Odéon và năm 1960 là Rhinocéros ở nhà hát Récamier.
Ngay trong thời gian Paris bị chiếm đóng, Jean-Paul Sartre và Simone de Beauvoir vẫn thường lui tới các quán cà phê của Saint-Germain-des-Prés. Cho tới sau Thế chiến thì Café de Flore trở thành ngôi nhà của Chủ nghĩa hiện sinh. Không chỉ những nhà triết học như Sartre và Beauvoir, Saint-Germain-des-Prés còn lôi kéo ca sĩ Juliette Gréco, các nhà làm phim như Jean-Luc Godard, François Truffaut. Từ năm 1994, nhà văn Frédéric Beigbeder sáng lập ra giải thưởng Flore, trao vào tháng 9 hàng năm tại quán cà phê này. Boris Vian, Jean-Paul Caracalla và Nicolas Grenier đã viết cuốn sách về Saint-Germain-des-Pres.

## Các địa chỉ quan trọng
- Café Procope
- Les Deux Magots
- Café de Flore
- Tu viện Saint-Germain-des-Prés
- Khách sạn Lutetia
- Nhà hát Odéon
- Institut de France
- Monnaie de Paris

## Văn chương
Nhiều nhà văn đã viết về khu vực với văn xuôi này, Boris Vian, Gabriel Matzneff, Jean-Paul Caracalla hoặc thơ của Nhật Bản với Nicolas Grenier.